# Gaëtan Charbonnier
Gaëtan Charbonnier (Saint-Mandé, 27 dicembre 1988) è un calciatore francese, attaccante del Pouzauges.

## Caratteristiche tecniche
Gioca come seconda punta ma può anche giocare come trequartista,dotato di una buona tecnica e una notevole forza fisica abile nella protezione della palla e forte nei contrasti, è più soggetto a trovare la via dell'assist che del gol ed è pericoloso sui calci piazzati in particolare sulle punizioni

## Carriera
Proveniente dall'Angers, il 20 giugno 2012 si trasferisce al Montpellier, con cui firma un contratto quadriennale. Mercoledì 24 ottobre 2012 segna il suo 1º gol personale nella UEFA Champions League, aprendo le marcature nella gara valevole come 3ª giornata del girone B, persa dai suoi in casa 1-2 contro l'Olympiacos..

## Palmarès

### Individuale
- Capocannoniere della Ligue 2: 1

2018-2019 (27 gol)